# Laurepa prosplatos
Laurepa prosplatos är en insektsart som beskrevs av Otte, D. och Perez-gelabert 2009. Laurepa prosplatos ingår i släktet Laurepa och familjen syrsor. Inga underarter finns listade i Catalogue of Life.